# Viure i veure

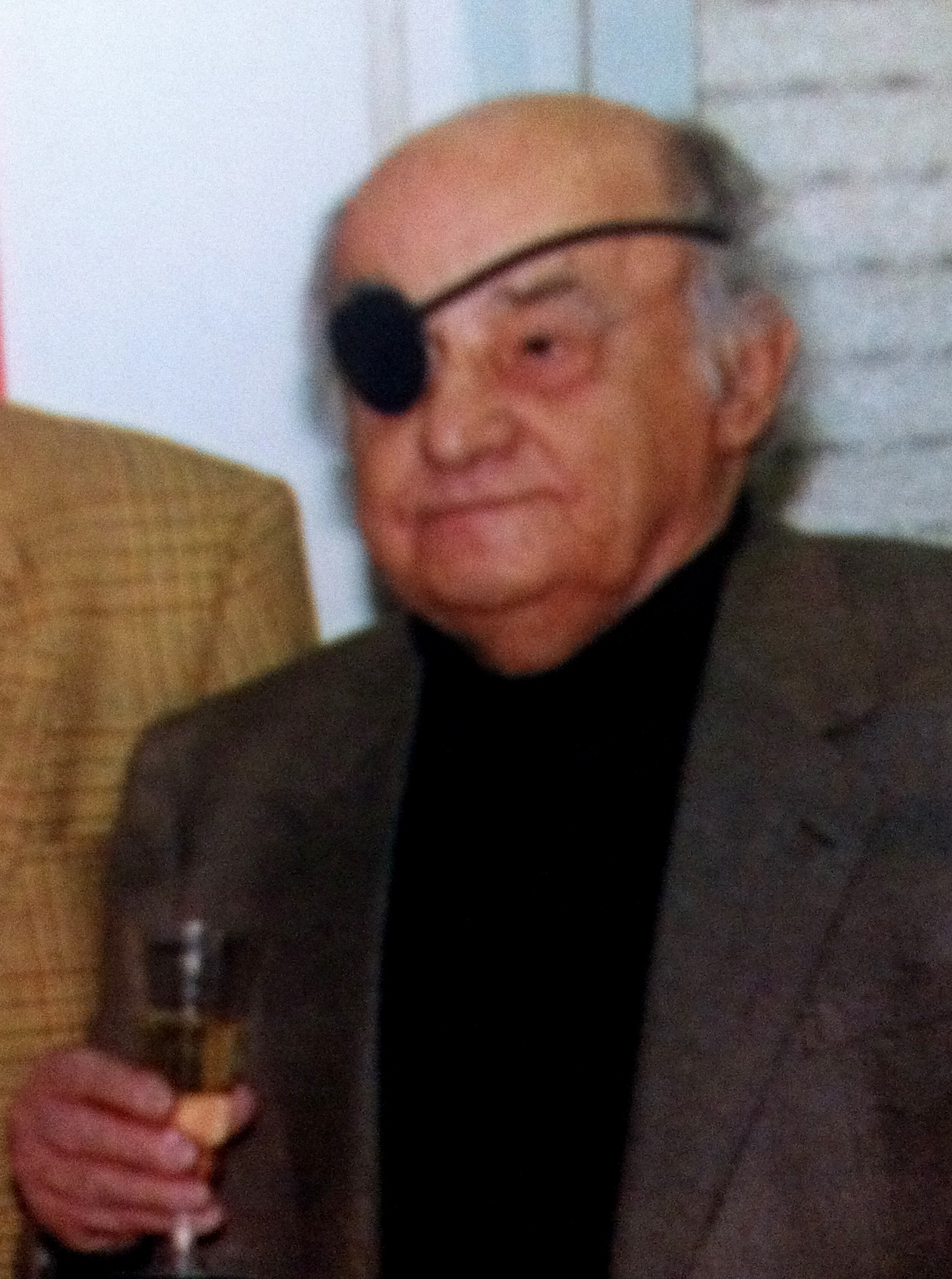
Avel·lí Artís-Gener

Viure i veure és el títol de les memòries d'Avel·lí Artís-Gener «Tísner», publicades en quatre volums entre el 1989 i el 1996. Per aquests memòries, rebé els premis Ciutat de Barcelona (1989), Crítica Serra d'Or (1990) i Nacional de Literatura (1992).

## Estructura
A Viure i veure, Tísner narra, en primera persona i amb profusió de noms i detalls, les seves experiències bèl·liques i, per extensió, de la resta de combatents de la República, oferint una visió personal i punyent de la Guerra Civil espanyola. Aquestes memòries de guerra s'inicien amb la narració del record d'un viatge en cotxe sota l'ardent sol tropical de Mèxic i amb la visió d'una vella del país que feia anar un teler manual.

Targeta postal de la Ciutat de Mèxic, 1957